# 姜恩
姜恩（1493年—？年），字君錫，一字天錫，號篆江，四川顺庆府广安州人，軍籍。

## 生平
治《易經》，行二，由州學生中式四川鄉試第六十一名舉人，年三十一歲中式嘉靖二年（1523年）癸未科會試第二百七十名，第三甲第六十名進士。授西安府武功縣知縣，歷任云南临安府知府，十九年十二月考察降调。二十四年補任河南卫辉府知府，官至福建都轉運鹽使司運使、湖广布政司参政。官至福建左布政使。著有《篆江存稿》九卷。

## 家族
曾祖姜耀，县丞。祖父姜用和。父姜從簡，義官。母何氏；继母何氏。具庆下。兄姜遷。